# Učak
Učak este o localitate din comuna Lukovica, Slovenia, cu o populație de 42 de locuitori.